# Quellgebiet der Gieseler
Koordinaten: 51° 37′ 30″ N, 8° 23′ 42″ O

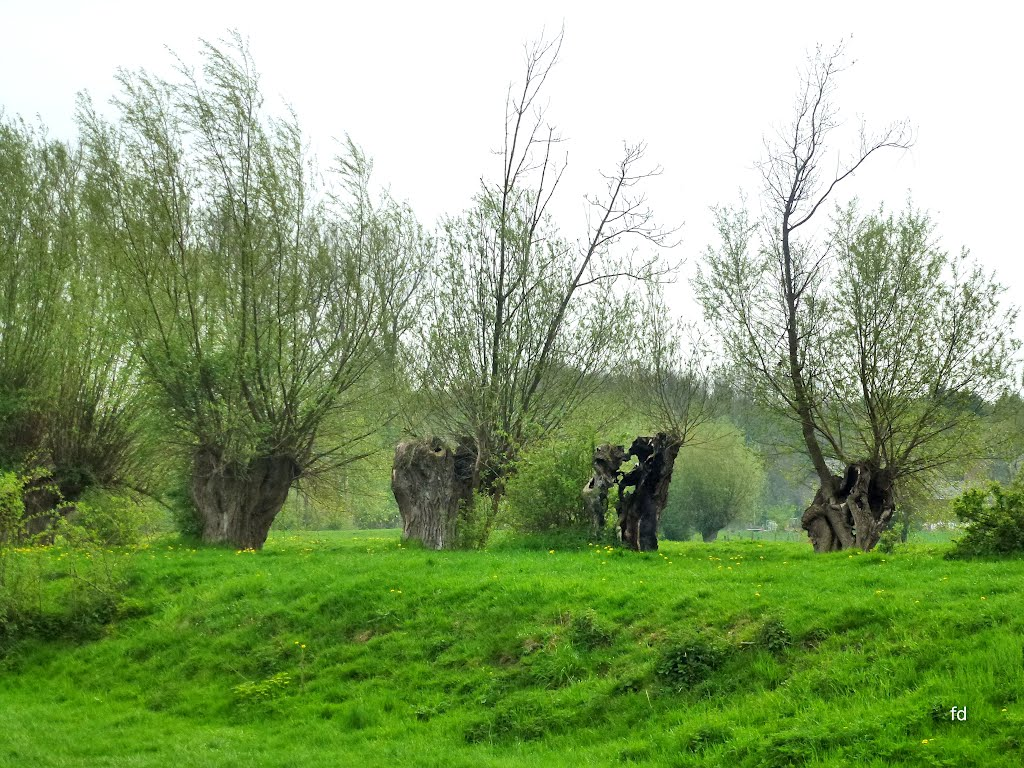
Naturschutzgebiet Quellgebiet der Gieseler (Mai 2006)

Das Naturschutzgebiet Quellgebiet der Gieseler liegt auf dem Gebiet der Stadt Erwitte im Kreis Soest in Nordrhein-Westfalen.
Das Gebiet erstreckt sich nordöstlich der Kernstadt Erwitte und nordwestlich des Erwitter Stadtteils Eikeloh. Es ist das Quellgebiet der Gieseler, eines linken Nebenflusses der Lippe. Unweit südlich verläuft die B 1 und östlich die Landesstraße L 536.

## Bedeutung
Für Erwitte ist seit 1982 ein 4,90 ha großes Gebiet unter der Schlüsselnummer SO-014 als Naturschutzgebiet ausgewiesen.